# Lissocephala bicoloroides
Lissocephala bicoloroides är en tvåvingeart som beskrevs av Toyohi Okada 1985. Lissocephala bicoloroides ingår i släktet Lissocephala och familjen daggflugor. Inga underarter finns listade i Catalogue of Life.